# Henry Grey, 1.º Duque de Kent
Henry Grey, 1.º Duque de Kent, KG, PC (1671 – 5 de junho de 1740) foi um político e cortesão britânico. Nenhum de seus filhos sobreviveu a ele, então seu novo título foi extinto com sua morte. Embora a casa que ele construiu em Wrest Park, em Bedfordshire, tenha desaparecido, partes de seu grandioso jardim sobreviveram relativamente intocadas.

## Família
Ele era filho de Anthony Grey, 11.º Conde de Kent, e Mary Grey, 1.ª Baronesa Lucas de Crudwell . Ele sucedeu seu pai como 12.º Conde de Kent em 1702, tendo sucedido sua mãe como 2.º Barão Lucas no início do mesmo ano. Ele era avô, por meio de sua filha Anne Grey, de Henry Cavendish, o proeminente químico e físico inglês do final do século XVIII.

## Títulos
Henry Grey sucedeu seu pai como 12.º Conde de Kent em 1702, tendo sucedido sua mãe como 2.º Barão Lucas no início do mesmo ano. Ele foi nomeado Marquês de Kent, Conde de Harold e Visconde Goderich em 1706, Duque de Kent em 1710 por renunciar à sua posição de Lorde Chamberlain, e feito Cavaleiro da Jarreteira em 1712. Sem um herdeiro homem após a morte de seu filho George Grey, Conde de Harold, em 1733, ele foi criado Marquês Grey em 1740, com uma homenagem especial à sua neta Lady Jemima Campbell e seus herdeiros homens. Ela também sucedeu na Baronia de Lucas. Todos os seus outros títulos foram extintos com sua morte.

## Carreira política
Tendo assumido o seu lugar na Câmara dos Lordes e embora considerado como carente de talento e ambição , como candidato politicamente conveniente, foi nomeado Lord Chamberlain e Conselheiro Privado em 1704. Grey era impopular; ele foi apelidado de 'Bug' por causa do seu odor corporal.  Ele trocou sua posição por um ducado em 1710 e foi sucedido como Lord Chamberlain pelo Duque de Shrewsbury . Comentaristas contemporâneos, incluindo John Macky e Jonathan Swift, defenderam Grey. Ele pode ter sido, para a sua época, o homem certo no lugar certo. 
Depois de 1710, ele serviu em cargos politicamente menores: Cavalheiro do Quarto de Dormir, Condestável do Castelo de Windsor, Lorde Mordomo da Casa de 1716 a 1718 e Lorde Guardião do Selo Privado de 1719 a 1720. Ele foi um dos Lordes Juízes nomeados durante a ausência de Jorge I da Grã-Bretanha.
Em 1719, Grey era um dos principais assinantes da Royal Academy of Music do século XVIII, uma corporação que produzia óperas barrocas no palco. Aos 68 anos, um ano antes de sua morte, ele participou, como governador fundador, da criação do primeiro lar para crianças abandonadas da Grã-Bretanha, o Foundling Hospital de Londres.

## Casamentos e filhos

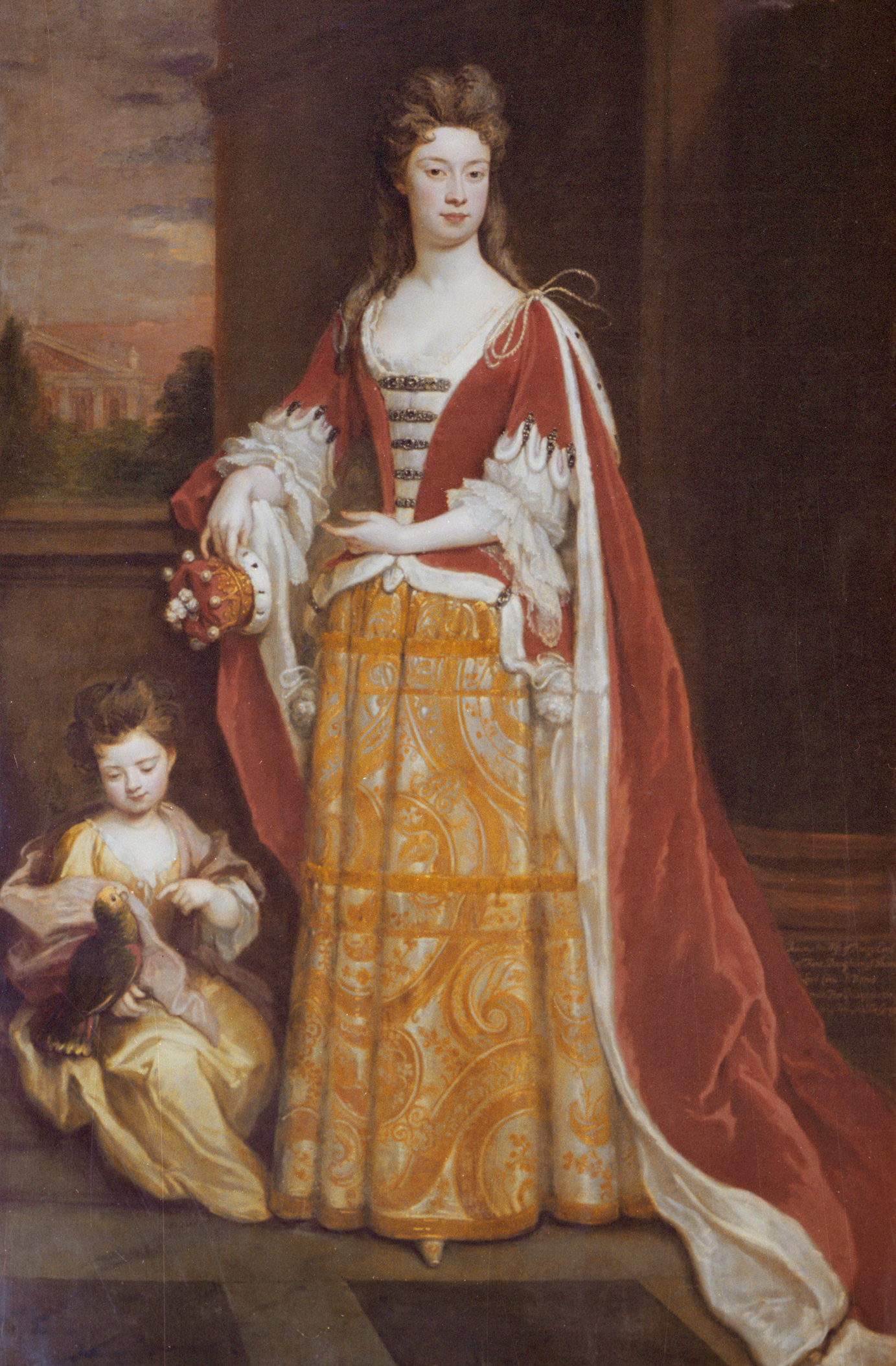
Jemima Crew e Jemima Grey, primeira esposa de Henry e uma de suas filhas, respectivamente

Henry casou-se primeiramente, em 1694, com Jemima Crew (falecida em 2 de julho de 1728), filha de Thomas Crew, 2.º Barão Crew, e sua segunda esposa, Anne Armine, filha de Sir William Armine, 2.º Baronete.  Eles tiveram pelo menos seis filhos:
- Anthony Grey, Conde de Harold (falecido em 1723). Casou-se com Lady Mary Tufton, filha de Thomas Tufton, 6.º Conde de Thanet, e Lady Catharine Cavendish.
- Henrique Grey (c. 1696) – 1717).
- Amabel Grey (falecida em 2 de março de 1726). Casou-se com John Campbell, 3.º Conde de Breadalbane e Holland .
- Jemima Grey (c. 1699 – 7 de julho de 1731). Casou-se com John Ashburnham, 1.º Conde de Ashburnham .
- Anne Grey (falecida em 20 de setembro de 1733). Casou-se com Lord Charles Cavendish .
- Maria Cinza. Casou-se com David Gregory da Christ Church.

Ele se casou em segundo lugar com Sophia Bentinck (falecida em 5 de junho de 1741) em 24 de março de 1729, filha de William Bentinck, 1.º Conde de Portland, e sua segunda esposa Jane Martha Temple. Eles tiveram um filho e uma filha:
- George Grey, Conde de Harold (c. 1732–1733)
- Anne Sophia Grey (falecida em 24 de março de 1780). Casou-se com John Egerton, Bispo de Durham .

## Links externos
- Um pedigree da família Grey disponível para assinantes